# Список лейблов Sony Music
Звукозаписывающей компании Sony Music принадлежит более 20 дочерних лейблов. Кроме того, компания сотрудничает с несколькими независимыми лейблами.

## Лейблы Sony Music
В состав Sony Music входят следующие лейблы:
- Arista
- Arista Nashville[англ.]
- Columbia Records
- Epic Records
- J Records
- Jive Records
- LaFace Records[англ.]
- Legacy Recordings
- Provident Label Group[англ.]
- RCA Records
- RED Music[англ.]
- RCA Inspiration[англ.]
- RCA Records Nashville[англ.]
- So So Def Recordings[англ.]
- Sony Classical Records[англ.]
- Sony Music Latin
- Sony Masterworks[англ.]
- Zomba Music Group[англ.]

## Сотрудничество
Sony Music сотрудничает со следующими лейблами:
- Independiente[англ.]
- GOOD Music
- Nick Records[англ.]
- Wind Up Records